# Musse Pigg har kalas
Musse Pigg har kalas (engelska: Mickey's Orphans) är en amerikansk animerad kortfilm med Musse Pigg från 1931.

## Handling
Det är jul, och någon ställer en korg utanför Musse Piggs och Mimmi Piggs dörr. I korgen ligger det ett flertal söta kattungar, som snabbt ställer till problem.

## Om filmen
Filmen är den 36:e Musse Pigg-filmen som producerades och den tolfte och sista som lanserades år 1931.
Filmen nominerades till en Oscar för bästa animerade kortfilm 1932, men förlorade till förmån för Morgonstämning som också producerats av Disney.
Filmen hade svensk premiär den 24 mars 1933 på biografen London i Stockholm.

## Rollista
- Walt Disney – Musse Pigg
- Marcellite Garner – Mimmi Pigg, kattungar
- Pinto Colvig – Pluto[7]